# Hybandoides laticornis
Hybandoides laticornis är en insektsart som beskrevs av Schmidt 1926. Hybandoides laticornis ingår i släktet Hybandoides och familjen hornstritar. Inga underarter finns listade i Catalogue of Life.